# Весёлый (Мелеузовский район)
Весёлый — упразднённый хутор Воскресенского сельсовета Мелеузовского района БАССР.

## География
Находился вблизи впадения реки Тор в Нугуш.
Расстояние, по данным на 1969 год, до:
- районного центра (Мелеуз): 19 км,
- центра сельсовета (Воскресенское): 8 км,
- ближайшей ж/д станции (Мелеуз): 19 км.

## История
Хутор упразднён по Указу Президиума ВС Башкирской АССР от 29.09.1979 № 6-2/312.

## Население
По данным на 1 января 1969 года проживало 82 человека, преимущественно русские.

## Инфраструктура
Личное подсобное хозяйство.

## Транспорт
Просёлочная дорога.